# Or Yehuda
Or Yehuda (hebreiska: אור יהודה) är en ort i Israel.   Den ligger i distriktet Tel Aviv-distriktet, i den norra delen av landet. Or Yehuda ligger 33 meter över havet och antalet invånare är 30 802.
Terrängen runt Or Yehuda är platt. Runt Or Yehuda är det mycket tätbefolkat, med 1 819 invånare per kvadratkilometer. Närmaste större samhälle är Bené Beraq, 6,2 km norr om Or Yehuda. Trakten runt Or Yehuda består till största delen av jordbruksmark.